# Burcardo I de Suabia
Burcardo I (en alemán: Burkhard, Burchard; fallecido entre el 5 y el 23 de noviembre de 911) fue duque de Alamania desde el año 909 hasta su muerte, marqués de Recia y conde en Turgovia y Baar, en lo que parecen ser las tierras ancestrales de su familia, los hunfridingas o burcardingas, príncipes de origen alamán. 

## Biografía
Nacido entre los años 855 y 860, era hijo de Adalberto II, conde en Turgovia y se casó en 886 con Lutgarda de Sajonia, reina viuda del rey de los francos orientales Luis III el Joven e hija del duque de Sajonia Ludolfo de Sajonia. Burcardo emparentó así con la dinastía sajona destinada a convertirse en los primeros emperadores del Sacro Imperio Romano Germánico a mediados del siglo X. 

El territorio de Alamania o Suabia (en naranja) hacia el año 1000.

Hacia el año 900, Burcardo I ya era el hombre más poderoso del ducado tribal de Alamania o Suabia. En 904, se convirtió en el protector-administrador (Vogt) de las tierras de la abadía de Lorsch en Suabia. Hacia el año 909 llegó a ser el sucesor de Ruadulfo (de la dinastía güelfa antigua), como dux o marchio (duque o margrave) de Recia Secunda (las tierras fronterizas de Recia con Borgoña). 
Burcardo, como gran magnate de Suabia, entró en conflicto en 911 con el conde palatino (esto es, no un conde de la nobleza local, sino nombrado por el rey de la Francia Oriental) Erchanger, y con el obispo Salomón III de Constanza, que eran leales al rey Conrado I de Alemania. Burcardo I fue capturado y acusado de alta traición, declarado culpable por el consejo tribal que le juzgó, ateniéndose a la ley tribal Lex Alemannorum y ejecutado, junto con su hermano, Adalberto III de Turgovia.

## Descendencia
A la muerte de Burcardo I, su hijo y heredero Burcardo II de Suabia y la mujer de éste, Regelinda, huyeron a Italia. Sus propiedades en Recia se perdieron por haber sido confiscadas por el siguiente duque de Suabia, aunque luego fueron recuperadas por la familia burcardinga. Burcardo I tuvo un segundo hijo, Odalrico de Suabia, conde en Zúrich y en Turgovia, que murió joven. Un hijo de Odalrico, también llamado Burcardo, llegó a ser el primer margrave de Austria.
La hija de Burcardo I, Dietpirch de Suabia (también conocida como Teoberga), se casó con el conde Hupaldo de Dillingen († en 909). Entre los hijos de este matrimonio se encuentra el obispo de Augsburgo San Ulrico.